# Toblerone
El toblerone és el nom de la marca comercial d'una rajola de xocolata comercialitzada des de 1990 per l'empresa Kraft. Él seu envàs té forma de prisma triangular i se sol vendre en botigues d'aeroports. El nom del producte és un acrònim resultant de la combinació del cognom Tobler amb la paraula italiana torrone (torró).

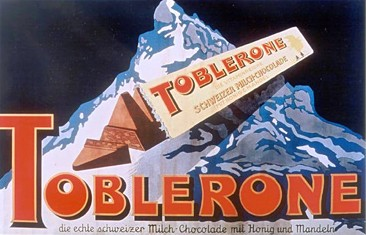

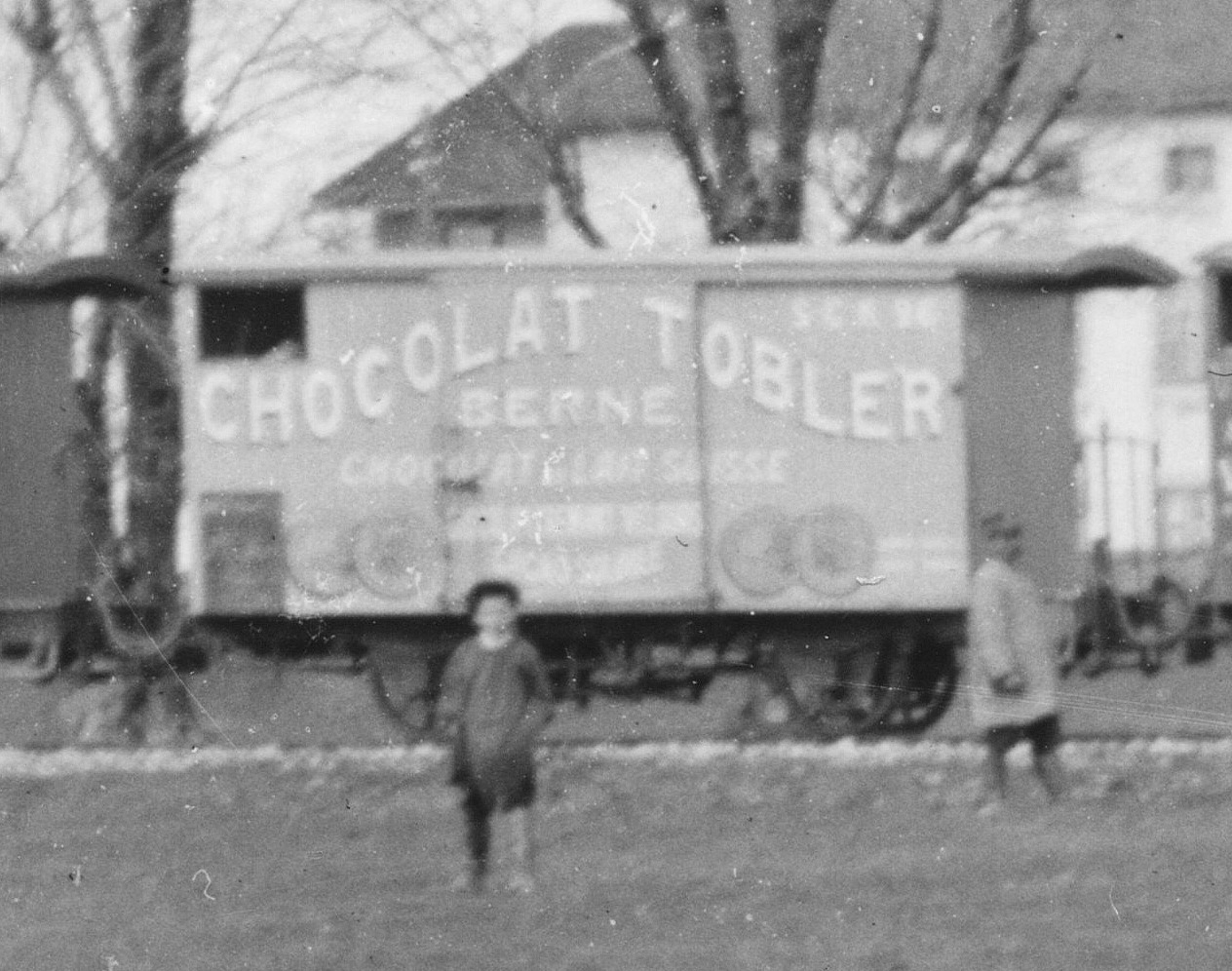
Toblerone (1932).

## Història
Els toblerones van ser creats per Theodor Tobler i Emil Baumann a Berna. Els van dissenyar amb xocolata amb llet i trossets d'ametlles i mel amb una forma triangular distintiva. Theodor Tobler va demanar una patent per al procés de fabricació de Toblerone a Berna el 1906.
La marca Toblerone va ser registrada com a marca el 1909, a l'Institut Federal de Propietat Intel·lectual de Berna. La companyia Tobler va ser independent durant molts anys. El 1970 la companyia Tobler va unir-se a Suchard per convertir-se en Interfood. Una fusió posterior amb la Jacobs la convertí en Jacobs Suchard. Kraft va adquirir la majoria de Jacobs Suchard, incloent-hi Toblerone, el 1990.

## Simbologia
La forma triangular de la muntanya del Matterhorn, als Alps suïssos, es creu que va inspirar a Theodor Tobler per a fer la forma del toblerone. No obstant això, d'acord amb els fills, la forma triangular s'inspirà en la forma piramidal en què les ballarines del Folies Bergère es van disposar al final d'un espectacle que Theodor havia vist. La imatge d'un os que està amagat al Matterhorn simbolitza la ciutat del seu origen.